# Glycyphana chamnongi
Glycyphana chamnongi är en skalbaggsart som beskrevs av Franz Antoine 1991. Glycyphana chamnongi ingår i släktet Glycyphana och familjen Cetoniidae. Inga underarter finns listade i Catalogue of Life.